# Đường Pasteur, Thành phố Hồ Chí Minh

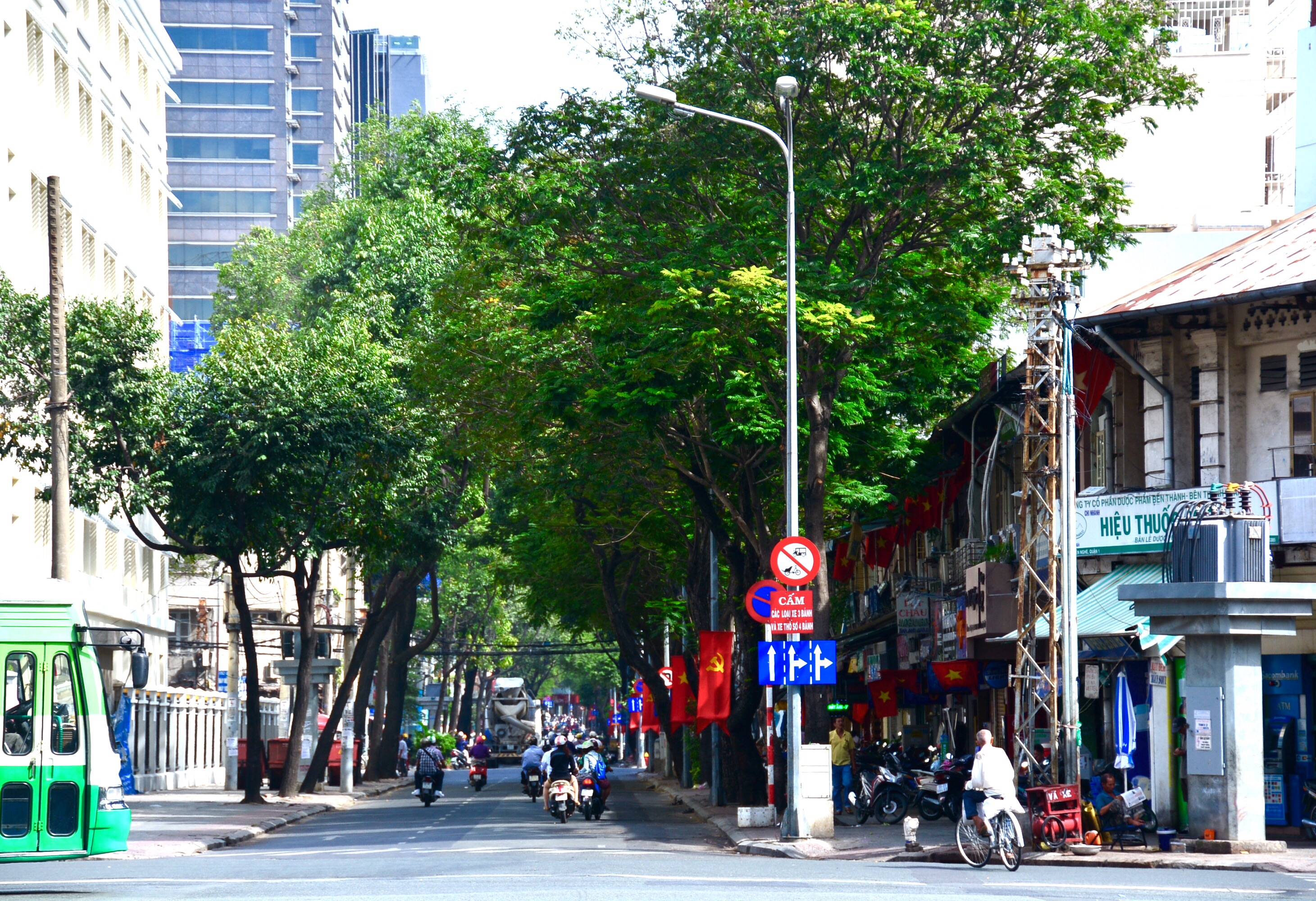
Góc đường Pasteur và đường Hàm Nghi

Đường Pasteur là một tuyến đường tại khu vực trung tâm Thành phố Hồ Chí Minh.

## Vị trí

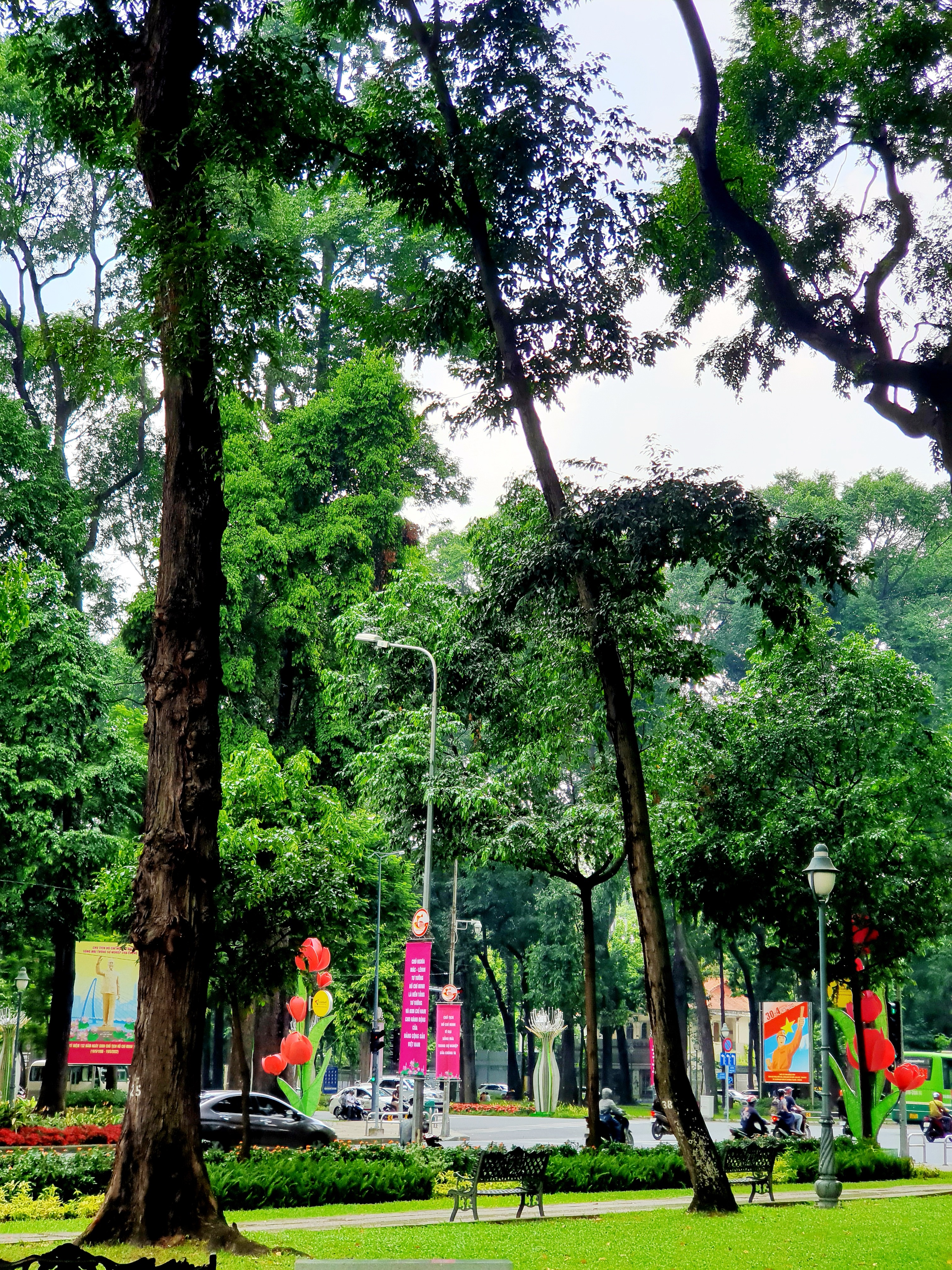
Đường Pasteur đoạn đi qua công viên 30 tháng 4

Đây là tuyến đường một chiều dài khoảng 2,7 km, bắt đầu từ đường Võ Văn Kiệt ven rạch Bến Nghé thuộc Quận 1 và kết thúc tại đường Trần Quốc Toản thuộc Quận 3. Đường Pasteur và đường Nam Kỳ Khởi Nghĩa là hai con đường chạy song song và lưu thông ngược chiều nhau tại khu vực trung tâm Thành phố Hồ Chí Minh.

## Lịch sử
Ban đầu đoạn đường từ đường Võ Văn Kiệt (Bến Chương Dương trước đây) đến đường Lê Lợi ngày nay là con kênh do người Pháp đào thông ra rạch Bến Nghé để thoát nước. Hai con đường cặp theo kênh cũng được xây dựng và đặt là đường số 24. Năm 1865, một đường được đặt tên là Olivier, và đường kia là Pellerin. Về sau người Pháp lại cho lấp kênh, hai con đường nhập thành một và mang tên đường Pellerin.
Bên cạnh đó, Sài Gòn lúc này cũng có một con đường được người Pháp đặt tên là Pasteur, là con đường nối từ bờ sông Sài Gòn đến trước cổng bệnh viện quân y (tức bệnh viện Grall, sau là nhà thương Đồn Đất và nay là Bệnh viện Nhi đồng 2).
Năm 1955, chính quyền Sài Gòn đổi tên đường Pellerin thành đường Pasteur, đổi tên đường Pasteur cũ thành đường Đồn Đất (nay là đường Thái Văn Lung). Năm 1975, chính quyền Cộng hòa Miền Nam Việt Nam đổi tên đường Pasteur thành đường Nguyễn Thị Minh Khai; nhưng đến năm 1991, Ủy ban nhân dân Thành phố Hồ Chí Minh quyết định đổi lại là Pasteur như cũ.